# Венелин Узунов
Венелин Димитров Узунов е български политик, народен представител от парламентарната група на Коалиция за България в XL Народно събрание, бивш кмет на община Разград (1991 – 2005). Член на ВС на БСП.

## Биография
Венелин Узунов е роден на 27 юли 1949 година в село Хърсово (Област Разград), България. Завършил е Техническия университет в Русе. Бил е председател на Общинския съвет на Българските професионални съюзи в Разград, главен директор на Стопанска дирекция „Местна промишленост и битови услуги“ в Разград, завеждащ отдел „Промишленост“ в Областния съвет в Разград и генерален директор на фирма „Хърсате“ – Разград.

### Политическа кариера
В периода от 1991 до 2005 година е кмет на община Разград. Учредител, член на Управителния съвет, Председател на Управителния съвет и почетен председател на Националното сдружение на общините в Република България (1996 – 2004). Народен представител в XL народно събрание. Председател на Комисията по политика при бедствия и аварии и член на Комисията по въпросите на държавната администрация. Специализация по местно управление и регионална политика в Южна Каролина, САЩ.
С Указ 305 от 1 септември 2009 година е назначен за секретар на президента на Република България Георги Първанов, като негов ресор е взаимодействието с местните власти.

#### Избори
На местните избори през 2003 година е избран за кмет от листата на БСП, като на първи тур получава 48,96 % а на втори тур печели с 57,36 %. На балотажа отива с независимия кандидат Милен Минчев, който на първи тур получава 18,80 %.
На 28 януари 2005 г. е обявен е за почетен гражданин на Разград.